# Споделен офис
Споделен офис е работно помещение или офис сграда, която е напълно оборудвана и поддържана от фасилити мениджмънт компания, която отдава под наем отделните офиси или етажи на други фирми. Споделените офиси, познати също като поддържани офиси, бизнес центрове, често се срещат в бизнес районите на големите градове по света. Офис брокерите често помагат на собствениците на бизнес центрове и фасилити мениджмънт компании да отдадат под наем тези офисни площи.
Компаниите предлагащи споделени офиси обикновено предлагат по-гъвкави условия за наем, за разлика от обикновените офиси под наем, които изискват допълнително обзавеждане, оборудване и фиксиран наем. Обикновено пространството позволява промени според размера и индивидуалното развитие на фирмата. Мениджърите на споделени офиси често позволяват на наемателите да си делят рецепционистки услуги и офис оборудване, което намалява разходите и позволява достъп до по-скъпо оборудване.

## Видове клиенти
Клиентите на тези офиси попадат в следните категории:
- Настаняване на нови пазари – Компании, които обикновено са със седалище в чужбина или в друг регион на страната, които изискват бизнес присъствие в зоната на действие на бизнес центъра.

- Старт-ъп компании – малки и средни бизнеси или предприемачи, които не искат да се ангажират с наем за дълъг период. Този вид клиенти имат полза и от това, че не се налага да наемат административен и помощен персонал и да плащат заплати и разходи за човешки ресурси (обезщетения, осигуровки и назначаване на персонал).

- Недостиг на офис пространство – обикновено голяма компания, която се развива бързо и няма повече свободни работни места в сградата, където работи. Клиентите могат да наемат офиси за кратък срок (за 3-6 месеца), както и за голям брой служители (40-50 и повече).

- Временни – Клиенти, които са в процес на преместване от едно място на друго, и към момента има забавяне в изграждането на новото пространство.

- По проект – Клиенти, които имат специфични нужди за офис пространство, поради изпълнение на конкретен договор или проект. Примерите включват екип на филмова продукция или адвокати.

## Услуги
- Услугите обикновено включват:
- Личен рецепционист;
- Административно обслужване;
- Телефонни услуги;
- ИТ и Интернет връзка.

## Съоръжения
- Удобствата обикновено включват:
- Конферентни зали;
- Заседателни зали;
- Отопление, климатична инсталация и други комунални услуги;
- Мебели;
- Постоянна охрана;
- Застраховка.

## Ползи
- Споделените офиси могат да предлагат предимства за тези, които стартират нов бизнес, а именно:
- Ниски или нулеви първоначални разходи;
- Престижен адрес;
- Гъвкави условия за наем с кратко предизвестие (продължителност и размер);
- Включена е таксата за поддръжка на сградата;
- Незабавен достъп;
- Поддържащ персонал на разположение, когато е необходимо;
- Рецепционист;
- Достъп до бизнес центрове по целия свят;
- Модерни и напълно обзаведени офиси;
- „Пакетни“ цени (където месечният наем обхваща повечето разходи за услуги), както и „Необвързан“ наем (където всяка услуга се заплаща поотделно).

## Недостатъци
- Трудно се създава личен имидж на компанията;
- В някои случаи може да има и по-висок месечен наем в сравнение с обикновените наемни пространства.

## История
Споделените офиси се появяват още през 1980 г. в най-големите американски бизнес градове, като произлизат от т.нар. кол центрове на пътуващи търговци. Във Великобритания концепцията за съвместна работа и споделяне на сгради, персонал и други общи разходи се използва за първи път от адвокатите. Те обикновено се обединят в „камари“, за да споделят служители (администратори) и оперативни разходи. Някои камари нарастват, за да създават добър корпоративен имидж.
Първите доклади за индустрията са били извършени от DTZ в началото на 2000 г. и публикувани в Британския съвет за офиси.
Сметната палата на Обединеното кралство изготвя и ръководство, което да помага на министерствата и държавните органи да оценят предимствата на споделените пространства като алтернатива на обикновените офис площи под наем.
|  | Тази страница частично или изцяло представлява превод на страницата Serviced office в Уикипедия на английски. Оригиналният текст, както и този превод, са защитени от Лиценза „Криейтив Комънс – Признание – Споделяне на споделеното“, а за съдържание, създадено преди юни 2009 година – от Лиценза за свободна документация на ГНУ. Прегледайте историята на редакциите на оригиналната страница, както и на преводната страница, за да видите списъка на съавторите. ВАЖНО: Този шаблон се отнася единствено до авторските права върху съдържанието на статията. Добавянето му не отменя изискването да се посочват конкретни източници на твърденията, които да бъдат благонадеждни. |